# Pieve di San Lorenzo a Montefiesole
La pieve di San Lorenzo a Montefiesole si trova nel comune di Pontassieve.
Citata come collegiata nel 1190 e come pieve nel 1461, sorge in prossimità delle rovine del castello dei vescovi di Firenze di cui essa stessa era dominio. La chiesa, restaurata nel 1998, conserva, salvo che nella parete di fondo e nella torre campanaria, l'originario impianto romanico articolato in tre navate e cinque campate divise da pilastri quadrangolari con copertura a due soli spioventi. All'interno si conservava una tavola raffigurante la Madonna del Parto della fine del secolo XIV, attribuita ad Antonio Veneziano. Ogni 25 anni vi si celebra il Giubileo, una festa che in passato richiamava migliaia di fedeli.

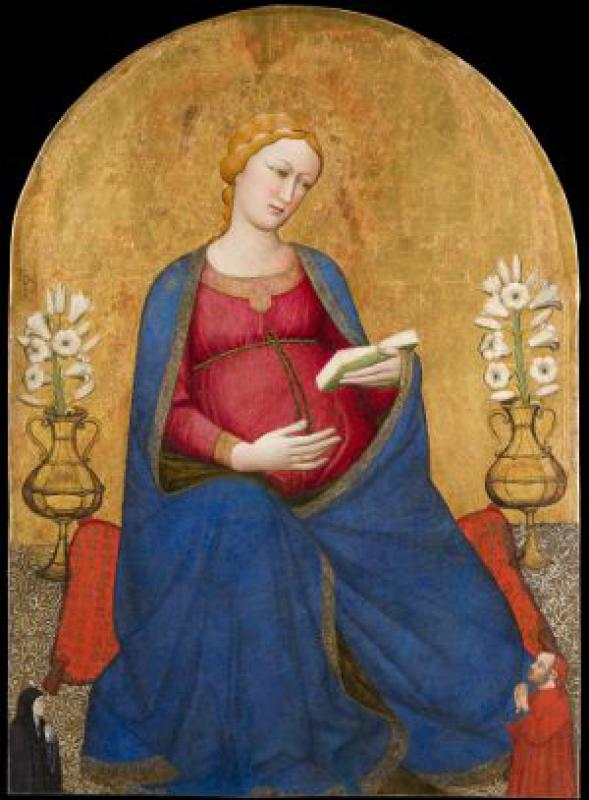
Madonna del Parto del pittore Antonio Veneziano.

## Orientamento e posizione della chiesa
La chiesa, seguendo l'architettura paleocristiana, è orientata sull'asse est-ovest. Una scelta che comporta un'asimmetria rispetto all'asse centrale del lato sinistro dell'edificio. Un particolare che viene interpretato come un'allusione al capo reclinato di Cristo sulla croce. Da segnalare, inoltre, come la chiesa sia perfettamente allineata con il Santuario di Montesenario e il Santuario della Madonna del Sasso.